# 3389 Sinzot
3389 Sinzot è un asteroide della fascia principale del diametro medio di circa 18,71 km. Scoperto nel 1984, presenta un'orbita caratterizzata da un semiasse maggiore pari a 2,7709664 UA e da un'eccentricità di 0,1401473, inclinata di 7,06700° rispetto all'eclittica.